# Jay Bruce
Jay Allen Bruce (ur. 3 kwietnia 1987) – amerykański baseballista występujący na pozycji zapolowego w Philadelphia Phillies.

## Przebieg kariery
Bruce został wybrany w 2005 roku w pierwszej rundzie draftu z numerem trzynastym przez Cincinnati Reds i początkowo występował w klubach farmerskich tego zespołu, między innymi w Lousville Bats, reprezentującym poziom Triple-A. W Major League Baseball zadebiutował 27 maja 2008 w meczu przeciwko Pittsburgh Pirates, w którym zaliczył double i dwa RBI, a także skradł bazę.
W październiku 2010 podpisał nowy, sześcioletni kontrakt wart 51 milionów dolarów. W sezonie 2011 po raz pierwszy w karierze wystąpił w Meczu Gwiazd, zaś rok później po raz pierwszy otrzymał nagrodę Silver Slugger Award spośród zapolowych.
1 sierpnia 2016 w ramach wymiany zawodników przeszedł do New York Mets, zaś 9 sierpnia 2017 do Cleveland Indians. W styczniu 2018 powrócił do New York Mets.

## Nagrody i wyróżnienia
| Nagroda/wyróżnienie     | Lata             | Źródło      |
| 3× All-Star             | 2011, 2012, 2016 | [ 1 ]       |
| 2× Silver Slugger Award | 2012, 2013       | [ 5 ] [ 6 ] |